# Beresztény
Beresztény (szlovákul Briestenné) Barossháza településrésze, korábban önálló község Szlovákiában, a Trencséni kerület Vágbesztercei járásában.

## Fekvése
Vágbesztercétől 16 km-re délkeletre fekszik. Barossháza központjától kb. 2,5 km-re keletre található.

## Története
A 18. század végén Vályi András így ír róla: „BRESZTYENE. Alsó, és felső Bresztyene. Tót faluk Trentsén Vármegyében, földes Ura Tertsyánszky Uraság, lakosai katolikusok, fekszenek Pruszinához nem meszsze, mellynek filiáji, ’s hozzá hasonlítók.”
Fényes Elek 1851-ben kiadott geográfiai szótárában így ír a faluról: „Brsztenne, tót falu, Trencsén vgyében, 59 katholikus lak. F. u. többen.”
1910-ben 85 szlovák lakosa volt. A trianoni békéig Trencsén vármegye Illavai járásához tartozott.

## Lásd még
- Barossháza